# Tarata-Ting, Tarata-Tong
Pour les articles homonymes, voir Ting.
Singles de Mireille Mathieu
Hinter den Kulissen von Paris
(1969) An einem Sonntag in Avignon
(1970)
Tarata-Ting, Tarata-Tong  est une chanson allemande de la chanteuse française Mireille Mathieu sortie en 1969. Elle enregistra de nouveau cette chanson sur son album Wenn mein Lied deine Seele küsst sorti le 11 octobre 2013.

## Classements

### Classements hebdomadaires
| Classement (1969-1970)                 | Meilleure position |
| -------------------------------------- | ------------------ |
| Allemagne (Media Control AG)           | 18                 |
| Autriche (Ö3 Austria Top 40)           | 8                  |
| Belgique (Flandre Ultratop 50 Singles) | 19                 |
| Belgique (Wallonie Ultratip 50)        | Tip                |